# Hans Schnitger
Henri Carel Willem Schnitger, detto Hans (Enschede, 5 agosto 1915 – 1º marzo 2013), è stato un hockeista su prato olandese.

## Palmarès

### Olimpiadi
- 1 medaglia:
  - 1 bronzo (Berlino 1936)